# Blasco II d'Alagona
Blasco II d'Alagona (décédé le 23 octobre 1355), dit le Jeune, était un noble très influent dans la Sicile du XIVe siècle. Il est probablement né en Sicile, d'une famille aragonaise. Il a succédé à son oncle Blasco I. La famille est originaire d'Alagón en Espagne.

## Biographie
Blasco d'Alagona était très proche de la maison dirigeante, également d'origine aragonaise, et a reçu de nombreuses faveurs de sa part. La famille Alagona était la plus puissante de Catane, puis sous Blasco II s'est étendue à toute la Sicile. En 1320, Frédéric II de Sicile cède à Blasco le château d'Aci, exproprié de Margherita, descendante de l'amiral Roger de Lauria. En 1326, Blasco défend la ville de Palerme des Angevins. 
Sous le règne de Pierre II, Blasco est le Grand Justicier du royaume. Giovanni de Randazzo, frère de Pierre, le nomma régent pour son neveu, le jeune roi Louis. En tant que régent, Blasco s'oppose à Matteo Palizzi, seigneur de Tripi et Saponara et vicaire du royaume. Il est tué lors d'une révolte à Messine en 1355. Son fils Artale Ier lui succède.